# Криобот

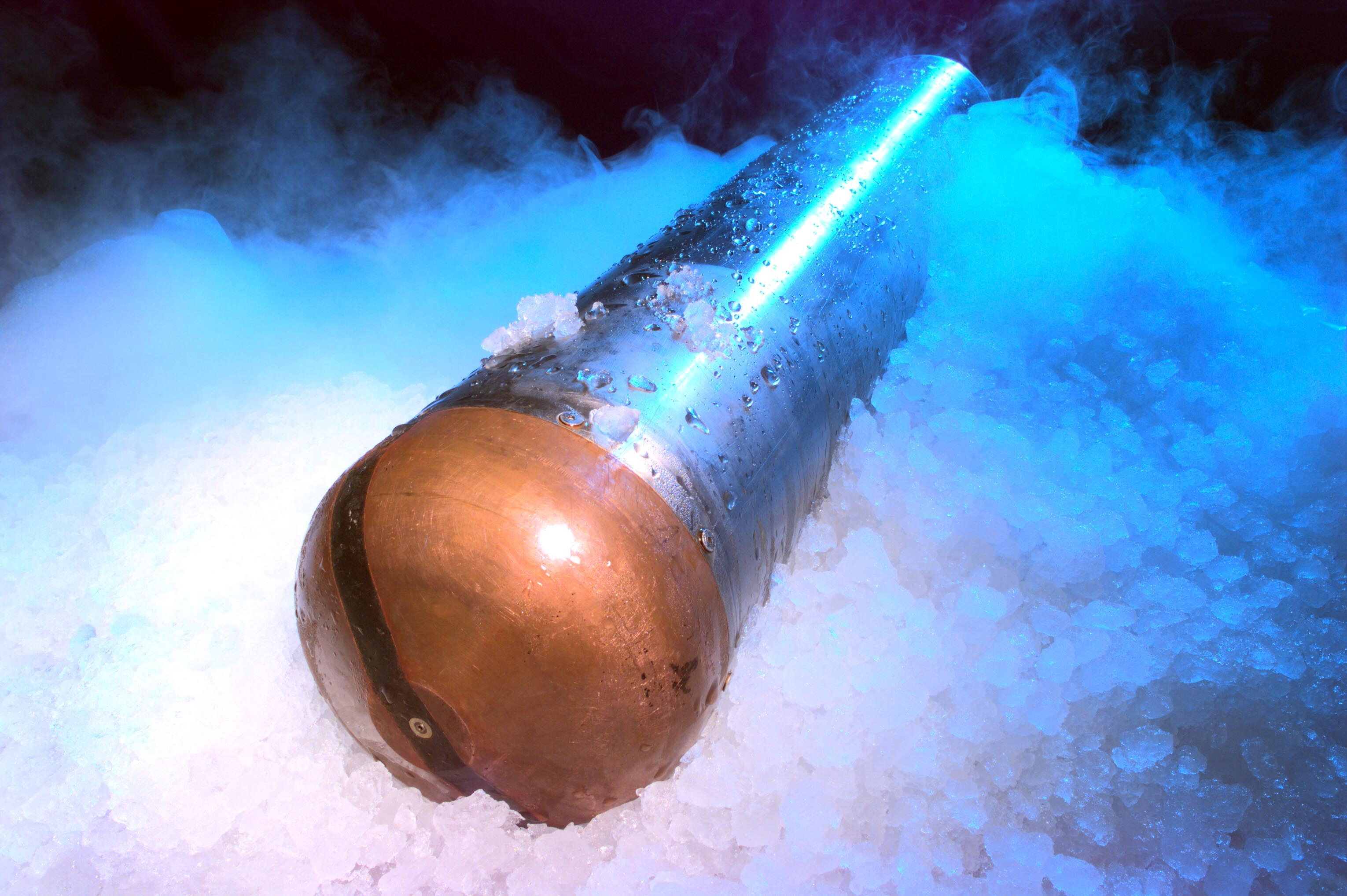
Прототип криобота

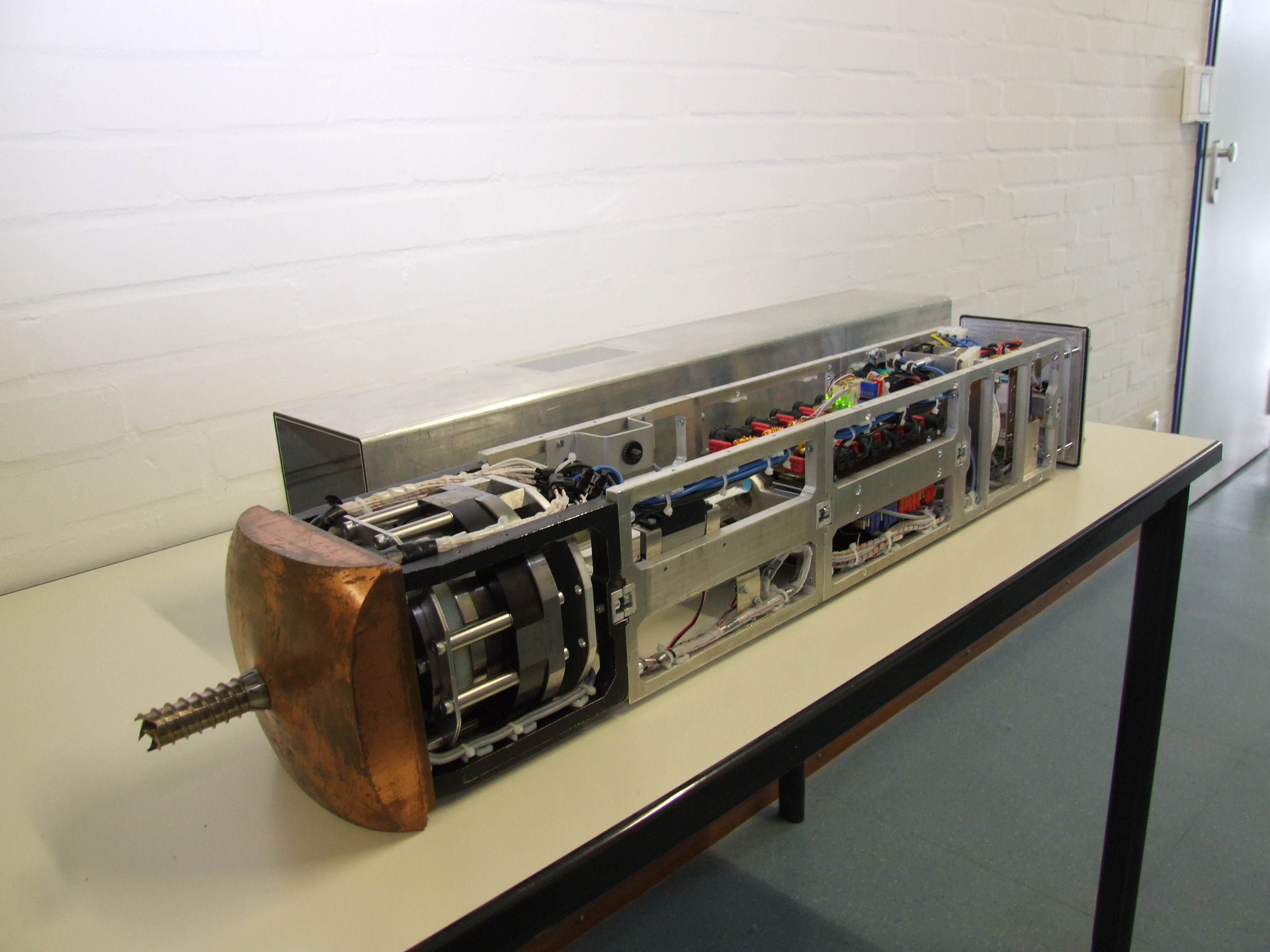
Развитие прототипа: IceMole

Криобот — робот, предназначенный для работы во льду или ледяной воде.

## Особенности и технологии
Криобот является контролируемым с поверхности, невосстановимым транспортным средством, способным проникать в толщу льда на расстояние до 3600 метров. Он может использоваться для изучения температуры, напряжения, движений льда и его сейсмических, акустических и диэлектрических свойств. Криобот также может быть использован для других дистанционных исследований. Зонд состоит из горячего тела для проникновения в лёд путём его расплавления, контрольно-измерительных приборов, двух катушек электропроводов, соединяющих зонд с поверхностью, для передачи мощности и проведения сигналов, а также резервуара, заполненного диэлектрической жидкостью.

## История
Криобот был изобретён немецким физиком Карлом Филбертом, который впервые продемонстрировал его в 1960-е годы как часть Международной гляциологической гренландской экспедиции (EGIG), достигнув глубины бурения свыше 1000 метров. В 1973 году британские учёные произвели в Антарктиде радарные исследования и обнаружили подо льдом возможные озёра. В 1991 году европейский спутник ERS-1 провёл высокочастотную радиолокацию центра Антарктического ледяного щита и подтвердил открытие большого озера под четырьмя километрами льда, названного озером Восток. Озеро считается нетронутым и НАСА планирует использовать криобот для его исследования. Это может определить, какие виды микробов жили до того, как экосистема озера была отрезана от внешнего мира 15 миллионов лет назад. Криоботы были испытаны в Антарктиде как прототипы для космических зондов, которые могут пройти сквозь ледяной панцирь Европы, спутника Юпитера, и исследовать вероятный океан жидкой воды, который может быть средой внеземной жизни.

## Текущие разработки
В 2003 году компанией Stone Aerospace начались работы по созданию опытного робота DEPTHX, оснащенного 5-Вт оптоволоконной лазерной системой коммуникации.
В 2008—2009 годах криобот Endurance разработки Stone Aerospace исследовал подлёдное озеро Бонни в Антарктиде.
В 2012 году глава Stone Aerospace Уильям Стоун представил на Астробиологической научной конференции НАСА в Атланте концепцию технологии лазерного бурения, когда энергия передается по оптическому волокну (теоретический предел — 4,6 МВт), которое одновременно может служить для обмена с ним информацией. При этом лазерное излучение в основном будет преобразовываться в микроволны, которыми криобот на манер погружающейся микроволновки будет плавить лёд перед собой. Небольшая часть энергии, требующаяся научной аппаратуре дрона, будет получаться из тепловой при помощи компактного термоэлектрического генератора. В ближайшие годы Стоун намерен провести испытания пятикиловаттного лазера, который позволит криоботу пробурить 250 метров льда в земных условиях. Предложенная схема энергоснабжения позволила бы оставить ядерный реактор (или любой другой источник энергии) на поверхности, при этом подпитывая криобота даже на глубинах в десятки километров. Разрабатываемый криобот VALKYRIE (Very-deep Autonomous Laser-powered Kilowatt-class Yo-yoing Robotic Ice
Explorer) имеет 1,83 м в длину и всего 25,4 см в диаметре. На грядущих испытаниях его энергоустановка и мощный лазер также останутся на поверхности, а снабжение энергией для растапливания льда будет вестись по оптоволоконному каналу. VALKYRIE должен будет не только вскрыть лёд, но и осуществить забор образцов. Лазерная установка и кабель уже готовы, а криобот, испытания которого намечены на июнь 2013 года на леднике Матануска на Аляске, «дорабатывается». Криобот должен будет погрузиться на глубину 10-50 метров. Осенью 2014 года прошли испытания в Гренландии, где криобот проник на глубину 200 метров.
В конце июля 2014 года агентство НАСА отчиталось о проведении проверки работы системы лазерного бурения (плавления) льда аппаратом VALKYRIE. Испытания проводились на леднике Матануска на Аляске. Испытуемая модель с лазером мощностью 5 кВт смогла пробурить лед на глубину в 30 метров, что является текущим рекордом среди криоботов (предыдущий рекорд принадлежит криоботу, разработанному в НАСА, который в 2002 году погрузился на 23 метра вглубь норвежского ледника Свальбад).
Возможна совместная работа криобота с такими аппаратами для исследования подлёдных океанов, как создаваемый в НАСА водный ровер BRUIE.